# Cretoxyrhina
 представља изумрли род из реда Lamniformes, који је живео приближно пре 107 до 73 милиона година, од касног албија до касног кампана у периоду горње креде. Типска врста, C. mantelli, се најчешће назива Ginsu shark. Постала је популарна захваљујући Гинсу ножевима, јер се њихов теоријски механизам храњења често упоређује са сечењем када се користи нож. Cretoxyrhina је традиционално класификована као, вероватно, једини члан породице Cretoxyrhinidae, али су предложене друге таксономске породице, као што су Alopiidae и Lamnidae.
Дужина износи осам метара, а тежина 3400 килограма (3.3 дуге тоне; 3,7 кратке тоне), Cretoxyrhina је била једна од највећих морских паса свог времена. Имајући сличан изглед као модерна велика бела ајкула, био је врховни предатор у свом екосистему и плен великим морским животињама, укључујући мосасауре и плезиосауре, ајкуле и друге велике рибе, птеросауре и повремено диносаурусе. Зуби су величине осам центиметара и имали су густу глеђ која је служила за убадање и резање плена. Cretoxyrhina је и међу морским псима била она која најбрже плива, способна да прогони плен брзином и до 70 километара на сат (43 миља на сат). Претпоставља се да је Cretoxyrhina ловио тако што је великом брзином јурио свој плен како би му задао снажне ударце, сличне данашњој великој белој ајкули, и ослањао се на добар вид.
Од краја 19. века, у Канзасу, откривено је неколико фосила изузетно добро очуваних скелета Cretoxyrhina. Студије су успешно израчунале његову животну историју користећи пршљенове неких скелета. Cretoxyrhina је брзо расла у раном периоду и достигла је сексуалну зрелост у периоду од око четири до пет година. Израчунато је да ће се његов животни век продужити на готово четрдесет година. Анатомска анализа скелета Cretoxyrhina открила је да ајкула поседује фацијалне и оптичке карактеристике најсличније онима код Thresher shark и Crocodile shark и има хидродинамичку грађу која сугерише употребу регионалне ендотермије.
Као вршни предатор, Cretoxyrhina је имао критичну улогу у морским екосистема у којима је живео. Припадао је роду космополита и његови фосили су пронађени широм света, мада најчешће у западној унутрашњости морској зони Северне Америке. Преферирао је углавном у суптропском умереном пелагичном окружењу, али био је познат и у хладним водама као 5 °C. Cretoxyrhina је свој врхунац постигао у конијаку, али је након тога доживео континуирани пад све до изумирања током кампанијана. Један од фактора ове смрти је све већи притисак конкуренције са предаторима који су се појавили у исто време, а најзначајнији је џиновски мосасауриски тилосаурус. Остали могући фактори укључују постепено нестајање западне унутрашње морске зоне.

## Таксономија

### Историја истраживања
Cretoxyrhina први пут је описао енглески палеонтолог Гидеон Мантел помоћу зуба које је прикупио у близини Левеса, у Источном Сасексу. У својој књизи The fossils of the South Downs, 1822. године, идентификовао је зубе које се односе на две врсте локално познатих савремених морских ајкула. Мантел је идентификовао мање зубе као Common smooth-hound и веће као Smooth hammerhead. Године 1843, швајцарски природњак Луис Агасиз објавио је трећи део своје књиге Recherches sur les poissons fossiles, где је преиспитао Мантелових осам зуба. Користећи поред њих још један зуб, из колекције музеја у Стразбуру (чија тачна локација није утврђена, али такође потиче из Енглеске), закључио је да се фосили заправо односе на једну врсту изумрле ајкуле, која има јаке зубне сличности са три врсте које су затим класификоване у сада већ неважећи род Heterodon, O. hastalis, O. xiphodon и O. desorii. Када је Агасиз сврстао врсту у род Oxyrhina приметио је да је знатно дебљи корен његових зуба и уочио је јасне разлике и сврстао га је у посебну врсту и научно је класификовао морску ајкулу у таксон Oxyrhina mantellii и назвао ју је по Мантелову.
Крајем 19. века палеонтолози су описали бројне врсте које су данас синоним за Cretoxyrhina mantelli. По неким истраживачима је у то време могло постојати готово 30 различитих синонима O. mantelli. Већина ових врста изведена је из зуба који су представљали варијације C. mantelli, али одступали су од тачних карактеристика синтезе. На пример, 1870. године француски палеонтолог Хенри Сауваг идентификовао је зубе из Француске који у великој мери подсећају на синтезе O. mantelli из Енглеске. Године 1873. амерички палеонтолог Џозеф Леиди идентификовао је зубе из Канзаса и Мисисипија и описао их је под називом врсте Oxyrhina extenta. Ти су зуби били шири и снажнији од O. mantelli из Енглеске.
Све се то променило открићима неких изузетно добро очуваних костура ајкуле у Западном Канзасу. Чарлс Стернберг је први костур открио 1890. године, описао га је у раду 1907.
Значај овог узорка је да је кичмени стуб, иако од хрскавичног материјала, готово комплетан, и да је велики број од 250 зуба био на свом месту. Када је Чарлс Р. Истман, са Харварда, описао овај узорак, показао се тако потпуним да уништава готово тридесет синонима који се користе за именовање животиње и који потичу од многих зуба нађених у прошлости.

— Чарлс Стернберг, Some animals discovered in the fossil beds of Kansas, 1907.
Чарлс Р. Истман објавио је своју анализу скелета 1894. године. У раду је реконструисао ницање зуба на основу разбарушеног зубног скелета. Помоћу реконструкције, Истман је идентификовао многе изумрле врсте морских ајкула и установио да су њихови фосили заправо различити типови зуба O. mantelli, које је све прекласификовао у врсту. Овај костур, којег је Стернберг продао универзитету Лудвига Максимилијана у Минхену, уништен је 1944. године савезничким бомбардовањем током Другог светског рата. Године 1891, Стернбергов син, Џорџ Ф. Стернберг открио је други скелет O. mantelli који је сада смештен у природни историјски музеј универзитета Канзас. Извештава се да је овај скелет износио 6,1 метра у дужину и да се састоји од делимичног карличног стуба са скелетним остацима Xiphactinusа као стомачног садржаја и делимичне чељусти са око 150 зуба. Овај костур сматран је једним од највећих научних открића те године због неочекиваног очувања хрскавице. Џорџ Ф. Стернберг ће касније током каријере открити више костура O. mantelli. Његова најистакнутија открића била су FHSM VP-323 и FHSM VP-2187, пронађени 1950. и 1965. године. Први је делимични костур који се састојао од добро очуваног скупа вилица, пара од пет шкрги и неких карлица, док је последњи готово комплетан скелет са готово потпуним карличним стубом и изузетно очуваним лобањама које садрже већи део кранијалних костних елемента, чељусти, зубе и фрагменте грудног појаса и пераје у њиховом природном положају. Оба костура тренутно су смештена у природном историјском музеју Стернберг. Године 1968. колекционар по имену Тим Басгал открио је још један запажен костур који се, слично FHSM VP-2187, такође састојао од скоро комплетног карличног стуба и делимично очуване лобање. Овај фосил смештен је у природном историјском музеју универзитета Канзас.
Године 1958. совјетски палеонтолог Леонид Гликман открио је да је зубни дизајн O. mantelli, који је реконструисао Истман, учинио довољно јасним да класификује нови род Cretoxyrhina. Такође, идентификовао је другу врсту Cretoxyrhina на основу неких ранијих зуби Cretoxyrhina, које је назвао Cretoxyrhina denticulata. Првобитно је Гликман именовао C. mantelli као типску врсту, али је изненада заменио положај другим таксоном који је идентификован као Isurus denticulatus без објашњења у документу из 1964. године, што је потез који је сада одбијен као неважећи таксономски амандман. Ово је ипак навело руског палеонтолога Виктора Железку да погрешно поништи род Cretoxyrhina у документу из 2000. године, правећи од њега синоним за Isurus denticulatus (а тиме и род Cretoxyrhina у целини) са другим таксоном који је идентификован као Pseudoisurus tomosus. Железко је такође описао нову врсту, рођену са C. mantelli на основу зубног материјала из Казахстана, који је идентификовао као Pseudoisurus vraconensis у складу са својим таксономским преиспитивањем. Студија из 2013. године, коју је водио кустос музеја Западне Аустралије и палеонтолог Мајкл Сиверсон, исправио је таксономску грешку, враћајући род Cretoxyrhina и премештајући P. vraconensis у њу. Током 2010. године, британски и канадски палеонтолози Чарли Андервуд и Стивен Кумба описали су Telodontaspis agassizensis из зуба који су пронађени у језеру Агасиз, у Манитоби, и који су претходно идентификовани као малолетни Cretoxyrhina зуби. Ова врста је поново класификована у род Cretoxyrhina студијом из 2013. године коју је водио амерички палеонтолог Мајкл Невбреј користећи додатне фосилне материјале исте врсте који су пронађени у западној Аустралији.
Између 1997. и 2008. године палеонтолог Кеншу Шимада објавио је низ радова у којима је анализирао скелете C. mantelli укључујући оне које су Стернбергови пронашли користећи модернизоване технике за детаљно истраживање могуће биологије Cretoxyrhina. Нека од његових дела обухватају развој прецизнијих зубних, морфолошких, физиолошких и палеоеколошких реконструкција, онтогенетске и филогенетске студије засноване на морфолошкој променљиви на Cretoxyrhina. Шимадино истраживање о Cretoxyrhina је проучавање ајкуле, новим методама, и других изумрлих животиња.

### Етимологија
Cretoxyrhina је портманто речи кредо (скраћено за креду), префикса на род Oxyrhina, који је изведен из старогрчког ὀξύς (oxús, оштар) и ῥίς (rhís, нос). Када се споје, они значе кредни оштри нос, мада се верује да је Cretoxyrhina имао прилично туп нос. Име врсте mantelli у преводу значи из Мантела, што је Луис Агасиз назвао у част енглеског палеонтолога Гидеона Мантела, јер му је обезбеђивао синтезе врсте. Име врсте denticulata потиче од латинске речи denticulus (мали зуб) и суфикса āta (поседовање), што значи имати мале зубе. Врста vraconensis потиче од речи vracon и латинске ensis (од). Име врсте agassizensis потиче од имена Агасиз и латинског ensis (од), што значи из Агасиза, названог по језеру Агасиз где је врста откривена. Случајно је и само језеро названо у част Луиса Агасиза. Уобичајени назив Ginsu shark, који су првобитно основали 1999. године палеонтолози Мајк Еверхарт и Кеншу Шимада, упућује је на Гинсу нож, јер су се теоријски механизми храњења C. mantelli често упоређивали са сечењем када користи нож.

### Филогенија и еволуција
Cretoxyrhina је по величини, облику и екологији слична модерној великој белој ајкули, али оне нису уско повезане, а њихове сличности резултат су хомоплазије. Cretoxyrhina је традиционално груписана у Cretoxyrhinidae, породицу у оквиру реда Lamniformes, која је традиционално укључена у друге родове које доводи до парафилетичности или полифилије породице. Сиверсон (1999) је напоменуо да се Cretoxyrhinidae користе као таксон за отпад, за креде, и палеогене и изјавио је да је Cretoxyrhina једини ваљани члан породице.
Cretoxyrhina садржи четири врсте: C. vraconensis, C. denticulata, C. agassizensis и C. mantelli. Оне представљају хроноврсте. Најранији фосили Cretoxyrhina потичу од око 107 милиона година и припадају C. vraconensis. Род би напредовао C. vraconensis еволуирајући у C. denticulata током раног кеноманија који је еволуирао у C. agassizensis током средњег кеноманија који је заузврат еволуирао у C. mantelli током касног кеноманија. Приметно је да је C. agassizensis наставио све до средине турона и био је кратко паралелан са C. mantelli. Овај напредак карактерише смањење бочних удубина и све је већа величина и робусност зуба. Касни албијски средњи туронски интервал углавном опажа смањење бочних кврга; C. vraconensis је поседовао бочне квржице у свим зубима, осим у неколико предњих, које би на крају интервала у C. mantelli постепено постали ограничени само на задње латеропостериоре код одраслих. Касни канонски конијакијски интервал карактерисао је брзи пораст величине зуба (и тела), значајно смањење односа круне — висине и круне — ширине. Величина зуба јединки C. mantelli унутар западне унутрашње морске зоне достигла је око 86 Ма током последњег конијака, а затим почиње полако опадати. У Европи се овај врхунац дешава раније, током касног туронског геолошког времена. Најмлађи фосил C. mantellа је пронађен у геолошкој формацији Алберта, 73,2 милиона година. Један зуб идентификован као Cretoxyrhina sp. је обновљен из оближње формације кањона поткове и потиче из 70,44 милиона година, што сугерише да је Cretoxyrhina можда пре живела у манстрихту. Међутим, формација кањона поткове има само бочне наслаге брактичне воде упркос томе што је Cretoxyrhina морска ајкула, што вероватно представља могућност да се фосил преради из старијег слоја.
Филогенетске студије, помоћу морфолошких података које је Шмид спровео 2005. године, сугерисале су да Cretoxyrhina може алтернативно да буде сродна роду савремених млађих морских ајкула; студија је такође навела да су резултати преурањени и могу бити нетачни и препоручила је да се Cretoxyrhina задржи у породици Cretoxyrhinidae, углавном наводећи недостатак значајних података за то, током анализе.
Други могући модел еволуције Cretoxyrhina, који је 2014. предложио палеонтолог Кајус Дитрих, сугерише да C. mantelli потиче из рода ајкула Isurus и да је био део проширене лозе Isurus почевши од аптијског геолошког времена у раној креди. Према овом моделу, Isurus лозу покренуо је Isurus appendiculatus (Cretolamna appendiculata), који је еволуирао у Isurus denticulatus (Cretoxyrhina mantelli) у средњем кеноманијану, а затим Isurus mantelli (Cretoxyrhina mantelli) на почетку конијака, затим Isurus schoutedenti током палеоцена, затим Isurus praecursor, где се наставља остатак Isurus лозе. Студија је тврдила да одсуство одговарајућих фосила током мастрихта (72—66) није резултат превременог изумирања C. mantelli, већ само јаз у евиденцији фосила. Шимада и његов колега палеонтолог Филип Стернес објавио је постер 2018. године у којем је изразио сумњу у веродостојност овог предлога, приметивши да се тумачење студије у великој мери заснива на подацима који су били произвољно одабрани и нису успели да наведу Шмида ни 1997, ни 2005, који су кључни радови у вези са систематским положајем C. mantelli.

## Биологија

### Морфологија

#### Ницање зуба
Различите карактеристике зуба Cretoxyrhina укључују скоро симетрични или нагиб трокутастог облика, резне ивице, видљиво сечиво на зубу и густ заштитни слој. Ницање зуба код Cretoxyrhina поседује основне стоматолошке карактеристике Lamniformes, зуби су близу један другом, без преклапања. Предњи зуби су равни и скоро симетрични, док су задњи накошени. Страна зуба окренута према устима је конвексна и има масивне избочине и бразде храњивих састојака у корену, док је лабијална страна, која је окренута према споља, равна или благо натечена. Малолетници су имали бочне квржице у свим зубима и C. vraconensis их је константно задржавао у одраслом периоду. Предњи зуби C. vraconensis износе висину од 2,1—3,5 центиметара, док највећи познати зуб C. denticulata износи 3 центиметра. C. mantelli зуби су већи, величине 3—4 центиметра. Највећи зуб откривен од ове врсте је висине до 8 центиметара.
Зуби C. mantelliа су међу најпознатијим од свих изумрлих ајкула, захваљујући фосилним скелетима, као што је FHSM VP-2187, који се састоји од скоро комплетних зглобљених зуба. Користећи узорке KUVP-247 и KUVP-69102, Шмид је 1997. реконструисао а потом и 2002. ревидирао зубну формулу. Она гласи: S4.A2.I4.LP11(+?)s1?.a2.i1.lp15(+?). То значи да је C. mantelliа, од предњег дела до задњег, имао: четири симфизе (мали зуби смештени у симфизици вилице), два антериора, четири интермедијара, и једанаест или више предњих зуба за горњу вилицу и вероватно једну симфизу, два антериоре, један интермедијар, и петнаест или више предњих зуба за доњу вилицу. Структура зубног низа показује зубну структуру која је погодна за храњење слична модерним морским ајкулама, који имају велике предње у облику копља којима убадају и убијају плен и закривљене предње зубе да би их исекли на комаде, механизам који често палеонтолози неформално описују као резање. Године 2011. палеонтолози Џим Боурдон и Мајкл Еверхарт реконструисали су ницање зуба вишеструких C. mantelliа. Открили су да две од ових реконструкција показују неке значајне разлике у величини првог средњег (I1) зуба и бочних профила, закључујући да би те разлике могле представљати полни диморфизам или појединачне варијације.

#### Лобања
Анализа узорака лобање указује да је C. mantelli имао коничну главу са дорзалном равном и широком лобањом. Слично модерним крокодилским и морским ајкулама, C. mantelli је имао пропорционално велике очи, при чему је орбита отприлике заузела једну трећину целе дужине лобање, дајући јој акутни вид. За предатора, добар вид је био важан када се ловио крупни плен на који се Cretoxyrhina хранио. Супротно томе, савременије Anacoracidae Squalicorax више лове по мирису, али јачи мирисни процеси били су погоднији за лешинаре.
Чељусти C. mantelli биле су кинетички снажне. Имају мало робуснију конструкцију од оних савремених морских ајкула, али иначе су били сличног општег облика. Hyomandibula је била издужена кост, која је омогућавала да дубоко гризу.

#### Скелетна анатомија
Већина врста Cretoxyrhina представљена је само фосилним зубима и пршљеновима. Као и све морске ајкуле, скелет Cretoxyrhina је начињен од хрскавице која је мање способна за фосилизацију од костију. Међутим, пронађени су фосили C. mantelli, из формације Најобрара, који су изузетно очувани; то је зато што је креда у оснивању имала висок садржај калцијума, омогућавајући калцификацији да превлада. Кад се калцифицира, меко ткиво отврдне, што га чини подложнијим фосилизацији.
Пронађени су бројни скелети који се састоје од скоро комплетне кичме. Највећи пршљенови су мерени до пречника 87 милиметара. Два примерка, са најбоље очуваним кичменим стубом (FHSM VP-2187 и KUVP 69102), имају 218 и 201 централно, односно готово сва кичма је сачувана; недостају само делови задњег дела репа. Процена дужине репа израчунава укупни број кичме од отприлике 230 центара, што је јединствено јер све познате постојеће морске ајкуле поседују број кичме мањи од 197 или већи од 282, а ниједан није између.
Анализа делимично комплетних задњих ребара фосила показује да је Cretoxyrhina имала полумесечаст реп, најсличнији модерним ајкулама реда Lamniformes, на пример кит ајкулама и големој псини. Прелаз из прекаудалног дела у репне пршљенове означен је и савијеном кичмом од око 45°, што је највећи могући познати угао код постојећих морских ајкула и углавном припада брзо пливајућим морским ајкулама, као што су поменуте Lamniformes. Ова својства репа, заједно са другим карактеристикама као што су плесодична грудна пераја (прстенаста пераја у којој се хрскавица протеже дуж целог репа, што му даје сигурнију структуру која помаже да се смањи терет) показују да је C. mantelli био способан за брзо пливање.

## Физиологија

### Терморегулација
Cretoxyrhina представља један од најранијих облика и могућих настанка ендотермије код скуша морских ајкула. Поседујући регионалну ендотермију (познату и као мезотермија), можда је поседовао грађе сличне модерним регионално ендотермичким морским ајкулама попут чланова породице Тhresher shark и Lamnida, где су црвени мишићи ближи оси тела у односу на ектотермичке ајкуле (чији су црвени мишићи ближи обиму тела) и систем специјализованих крвних судова званих Rete mirabile. Омогућава очување метаболичке топлоте и размену до виталних органа. Ова морфолошка грађевина омогућава да морска ајкула буде делимично хомеотерма, и на тај начин ефикасно делује у хладнијим срединама где је пронађена Cretoxyrhina. Фосили су пронађени у подручјима где палеоклиматолотске процене показују да је површинска температура нижа од 5 °C. Регионална ендотермија у Cretoxyrhina можда је развијена као одговор на све већи притисак прогресивног глобалног хлађења и конкуренције од Мosasaursа и других морских гмизаваца који су такође развили ендотермију.

### Хидродинамика и кретање
Cretoxyrhina је имала утор ширине од око 45 микрометара. Конструкција репа типа 4 представља грађу са максималном симетријом режњева пераја, која је најефикаснија у брзом пливању; међу морским ајкулама, он се налази само у Lamnidsu.
Проучавање студента докторских студија, 2017. године, анализирала је односе између морфолошких варијабли, укључујући костура и репне пераје C. mantelliа, и износи просечну брзину од 12 километра на сат (7,5 миља на сат) и брзину пливања од око 70 километра на сат (43 миља на сат), чинећи Cretoxyrhina вероватно једном од најбржих познатих морских ајкула.

### Историја

#### Репродукција
Иако нису пронађени фосилни докази, закључује се да је Cretoxyrhina била ововивипарна, као и савремена морска ајкула. При ововивипарији младе морске ајкуле се излегну и расту у мајци. Пелагичне ајкуле попут велике беле ајкуле, Тhresherа sharksа, Мako sharksа, Кучине и Pseudocarcharias kamoharai рађале су од два до девет новорођенчади по леглу.

#### Раст и дуговечност
Cretoxyrhina је имала дужину од 1,28 метра и тежину од око 16,3 килограма при рођењу и брзи раст у прве две године живота, удвостручујући дужину у року од 3,3 године. Од тада, раст је постао стабилан и поступан, достижући 21,1 центиметар годишње, све до смрти око 15 година старости, на којој је нарастао 5 метара. Користећи Лудвигов модел раста на FHSM VP-2187, максималан животни век C. mantelli процењен је на 38,2 године. До тог периода постигао би дужину преко 7 метара и тежину 3400 килограма.
Поновно мерење 2013. године открило је да су C. mantelli и C. agassizensis достигли сексуалну зрелост у периоду од око четири до пет година. Студија 2019. је идентификовала синтетички зуб C. mantelli из Енглеске и износила је максималну дужину од 8 метара, чиме је зуб постао највећи познати примерак до сада.
Графикон испод представља раст дужине према Шмиду 2008:

## Палеобиологија

### Плен
Снажне динамичне ајкуле, великом брзином и величином представљају Cretoxyrhina као врло агресивног предатора. Cretoxyrhina је повезана са различитим бројем фосила који показују знаке прождрљивости. Имао је критичну улогу у многим морским екосистемима.
Cretoxyrhina је углавном ловила друге активне предаторе, укључујући Ichthyodectidae, плезиосаурусе, корњаче, мосаусе и друге ајкуле. Већина фосила Cretoxyrhina који се хране другим животињама састоје се од великих и дубоких трагова угриза и убода на костима, повремено са уграђеним зубима. Познато је неколико костура Cretoxyrhina, чији желудачни садржај укључује велики скелет C. mantelli који у својим пределима стомака поседује скелетне остатке великог Xiphactinusа и мосасаура. Cretoxyrhina се повремено могла хранити птеросаурима, о чему сведочи скуп вратних делова кичме птеранодона са зубом C. mantelli смештеним дубоко између њих. Иако није сигурно да ли је сам фосил резултат предације или лешинара, вероватно је да је птеранодон, сличан птеросаурисима, био природна мета за предаторе попут Cretoxyrhina, јер би они рутински улазили у воду да би се хранили и тако би били лак плен.
Иако је Cretoxyrhina био углавном активан ловац, такође је био и опортунистички хранилац. Остаци делимичних скелета диносауруса попут Claosaurusа и Niobrarasaurusа показују знакове храњења и варења C. mantelliа.

#### Стратегије лова
Стратегије лова Cretoxyrhina нису добро документоване, јер се многи фосили са траговима Cretoxyrhina не могу разликовати између предатора или лешинара. Ако су заиста биле последица предатора, то би значило да Cretoxyrhina, највероватније, користити за лов стратегије које укључују ударац сличан воденим механизмима храњења. Студија стручњака за ајкуле 2004. године, Викторио Габриоти и Алесандро де Мадалена, приметила је да савремена велика бела ајкула која досеже дужину већу од 4 метра обично гура свој плен огромном брзином, толиком снагом да јој нанесе смртне ударце, понекад толико снажне да плен избаци из воде.

## Палеоекологија

### Распрострањеност
Cretoxyrhina је имала космополитску распрострањеност, а фосили су пронађени широм света. Значајне локације укључују Северну Америку, Европу, Израел и Казахстан. Cretoxyrhina је углавном дошао у северне и суптропске зоне. Пронађен је на географским ширинама северно од 55 °C, где палеоклиматске процене израчунавају просечну температуру на површини од 5–10 °C. Фосили Cretoxyrhina су најпознатији у области западне унутрашњости мора, који су сада средишњи део Сједињених Америчких Држава и Канаде. Током говора 2012. године, Мајкл Сиверсон је приметио да су Cretoxyrhinе које живе на мору обично веће од оних које су у западној унутрашњости мора, неки фосилни C. mantelliа који износе укупну дужину до 8, вероватно, 9 метара.

### Станиште
Cretoxyrhina је населила углавном умерене до суптропске пелагичне океане. Зуб Cretoxyrhina пронађен у кањону, у Алберти. Клима морских екосистема током временског распона Cretoxyrhina била је углавном много топлија него данас, због виших атмосферских нивоа угљен-диоксида и других гасова стаклене баште, под утицајем тадашњег облика континента.
Интервал током кеномана и турона, имао је највишу температуру морске површине у просеку изнад 35 °C, а најнижу температуру око 20 °C, око 7–8 °C топлије него данас. У Северној Америци су, у суптропским провинцијама, доминирале ајкуле, корњаче и мосасаури, попут тилосауруса и Clidastesа, док су у умереним провинцијама доминирали плезиосаури, морске птице Hesperornithes и мосасаур Platecarpus.

### Изумирање
Узроци изумирања Cretoxyrhina су непознати. Оно што је познато јесте да је број полако опадао током милион година. Сиверсон и Линдгрен (2005) приметили су да се старост најмлађих фосила Cretoxyrhina разликује између континената. У Аустралији најмлађи фосили Cretoxyrhina су потицали око 83 Ma из сантонијана, док су најмлађи фосили из Северне Америке у то време (који су потицали у раном кампанијану) били најмање два милиона година старији од најмлађих фосила у Европи. Разлике између старосних периода указују на то да је Cretoxyrhina можда временом изумрла на тим подручјима све док род у целини није изумро.
Примећено је да се пад Cretoxyrhina подудара са порастом новијих предатора као што је Tylosaurusа, што сугерише да је повећани притисак конкуренције са мосасауром и другим предаторима имали пресудну улогу у опадању Cretoxyrhina и евентуалном изумирању. Други могући фактор био је постепено пливање и смањивање западне унутрашње морске зоне, што би довело до нестанка пелагичних окружења које преферира морска ајкула, али овај фактор не објашњава пад и изумирање Cretoxyrhina. Претпоставља се да је изумирање Cretoxyrhina допринело даљем повећању разноликих мосасаура.